# Syndrome Trinity
Le syndrome Trinity (ou Trinity syndrome en anglais), nommé en référence au personnage de Trinity dans la série de films Matrix, qualifie le traitement d'un personnage féminin fort qui s'efface dans une fiction au profit du héros masculin.

## Description
Inventée par la critique Tasha Robinson en 2014, l'expression désigne un personnage féminin fort qui s'efface au profit d'un homme souvent ordinaire, voire à moitié incompétent. L'idée sexiste sous-jacente est qu'« une femme a beau être extraordinairement compétente, intelligente, forte, etc., elle sera toujours moins digne d'intérêt qu’un homme ».
S'il permet de sortir du cliché de la demoiselle en détresse, un « personnage féminin fort », cliché par ailleurs critiqué,,, n'est donc pas considéré comme un gage de féminisme.

## Exemples
L'expression s'inspire du personnage de Trinity dans la série de films Matrix. Dans l'article original, Tasha Robinson donne également l'exemple de Valka, la mère d'Harold dans Dragons 2 ou de Wyldstyle dans La Grande Aventure Lego,.

### Le cas Trinity
Trinity possède de nombreux talents : elle maîtrise des arts martiaux (dans la première scène du film, elle neutralise seule tout un groupe de policiers), elle court sur les murs et réalise des bonds extraordinaires, elle est une hackeuse légendaire… Neo est présenté comme un homme ordinaire sans talent, mais c'est pourtant lui qui est désigné comme « l'Élu »,.
Dans la mécanique scénaristique, elle finit par être cantonnée au rôle d'intérêt amoureux du héros. Elle se retrouvera d'ailleurs dans la position de « damoiselle en détresse ».

### Autres exemples
Outre l'exemple de Trinity, qui donne le nom au concept, on peut citer :
- Hermione Granger (Harry Potter) est une sorcière plus intelligente, habile et puissante que Harry Potter, le personnage principal. Hermione lui sauve d'ailleurs la vie à plusieurs reprises[8],[2]
- Astrid (Dragons), bien que redoutable combattante, reste dans l'ombre d'Harold[8],[2]
- Le personnage d'Emily Blunt dans Edge of Tomorrow est dans l'ombre de celui de Tom Cruise[8],[2]
- Hit-Girl dans le film Kick-Ass (adapté de la série de comics Kick-Ass)[8],[2]
- La Guêpe, dans les films Ant-Man, est chargée de former Ant-Man, alors qu'elle-même est plus talentueuse[8],[2]
- Tigresse dans les films Kung Fu Panda[2]
- Gamora dans le film Les Gardiens de la Galaxie (adapté de la série de comics Gardiens de la Galaxie)[4]

### Contre-exemples
À la suite de l'article de Tasha Robinson, l'écrivaine Nina Munteanu dresse une liste de livres faisant figure de contre-exemples : Hunger Games (Suzanne Collins), Divergent (Veronica Roth) bien que l'adaptation cinématographique reproduit ce syndrome, Contact (Carl Sagan), L'une rêve et l'autre pas (Nancy Kress), À la croisée des mondes (Philip Pullman), La Servante écarlate (Margaret Atwood), etc.